# Troïtski (Bélgorod)
|  | Per a altres significats, vegeu «Troïtski». |

Troïtski - Новосёловка (rus) - és un poble (un possiólok) de l'óblast de Bélgorod, a Rússia. El 2021 tenia 5.429 habitants. Pertany al districte (raion) de Gubkin.